# L'Importance d'être d'accord
L'importance d'être d'accord (Das Badener Lehrstücke von Einverständnis) est une pièce de théâtre didactique du dramaturge allemand Bertolt Brecht écrite en 1929 et créée en juillet 1929 au Festival de Baden-Baden avec des éléments musicaux de Paul Hindemith et Carl Orff.